# Колтановська Валентина Василівна
Валентина Василівна Колтановська (1 травня 1965, Вінниця) — український художник. Працює у жанрах станкового живопису.
Член Вінницької обласної організації Національної спілки художників України з 2013 року.